# 星晃
星 晃（ほし あきら、1918年〈大正7年〉12月13日 - 2012年〈平成24年〉12月8日）は、日本の鉄道車両技術者である。元日本国有鉄道（国鉄）副技師長、元川崎重工業常務取締役車両事業本部長。富山県富山市出身。
1950年代から1960年代にかけての国鉄最盛期に、旅客車両（電車・客車）の開発に携わり、革新的な新型車両群を産み出した国鉄技術者の一人として知られる。当時の車両設計技術やデザイン、接客設備など多方面の質的向上に、大きな役割を果たした。
また鉄道趣味界にも深く携わり、この方面でも同業の後継人物にとって貴重な資料・文献とされる多くの著述がある。

## 略歴
1942年9月東京帝国大学第一工学部機械工学科を卒業し、鉄道省入り。
太平洋戦争終戦後間もなく、1945年9月7日陸軍召集解除により翌日運輸省鉄道総局に復帰し、客車設計の仕事に入った。工作局客貨車課課長補佐として、80系湘南電車の車体・特別二等車・鋼体化客車・寝台車・食堂車・標準形三等車など、国鉄戦後復興の過程において、新たな近代化旅客車の設計を取り纏める任に当たった。
1952年9月大井工場車両課長に転出。1953年11月から約1年間、軽量車両調査のためスイス、フランス、ドイツ、イタリアの各国鉄を視察して、帰国後10系軽量客車の設計に取り組んだ。
星の視察経験は、以後の国鉄旅客車両の技術革新に大きく役立てられることになった。特に軽量車体の実用化を促し、客車・電車・気動車にその技術を広く応用したことや、工業デザイン面で評価に値する鉄道車両が産み出されるようになったことへの寄与は大きい。
1957年2月21日工作局から分離独立した臨時車両設計事務所の開設に伴い、電車主任技師となり151系こだま形・153系東海形・155系修学旅行形・157系日光形などの新性能電車に携わった。新幹線0系電車の車体設計にも携わったほか、北海道の新しい交流電化区間向けの711系電車や、オールアルミ製の301系電車など新たな分野にも研究着手した。1967年12月、副技師長として国鉄での設計業務を終える。
1969年3月、国鉄を退職し神戸の川崎車輛へ入社。同年会社合併により川崎重工業車両事業部長、1977年6月から常務取締役車両事業本部長兼技術研究所長を務め、同社顧問を経て退任。また、森尾電機取締役相談役、鉄道友の会副会長などに歴任。
ヨーロッパ出張中に鉄道撮影の面白さに目覚め、設計から試作、試運転、そして営業運用開始に至るまでの各段階で、自分たちが開発した車輌を写真に収めた。『鉄道ピクトリアル』、『鉄道ファン』などに多くの記事を寄稿し、戦後国鉄客車・電車史の貴重な語り部として、鉄道趣味の世界でも広く知られている。2007年7月に江戸東京博物館にて開催された大鉄道博覧会に多くの資料を提供した。晩年に至るまで鉄道友の会の名誉会員だった。
1960年10月科学技術庁長官賞、1971年11月紫綬褒章、1982年11月第29回交通文化賞、1985年4月勲三等瑞宝章に叙せられるとともに、日本機械学会名誉会員の推薦を受けた。
2012年12月8日、心不全のために死去。93歳没。

## 著作
- 『ヨーロッパの鉄道スナップ』（交友社、1957年）
- 『客車・貨車ガイドブック』（誠文堂新光社、1965年）　卯之木十三、森川克二との共著
- 『回想の旅客車 特ロ・ハネ・こだまの時代』上、下
  - （交友社、1985年）
  - （学習研究社、2008年） 上 ISBN  978-4-05-403708-3、下 ISBN 978-4-05-403760-1
- 『星さんの鉄道昔ばなし』（JTB、2004年） ISBN 4-533-05486-2　米山淳一との共著
- 『国鉄車輌誕生 車輌開発の黄金時代』上、下（ネコ・パブリッシングRM LIBRARY、2007年）
  - 上 ISBN 978-4-7770-5223-3、下 ISBN 978-4-7770-5224-0
- 『星 晃さんのアルバムから　国鉄車輌誕生秘話』（ネコ・パブリッシングNEKO MOOK、2014年） ISBN 978-4-7770-1602-0 岡田誠一との共著

編集・解説
- 『写真で楽しむ世界の鉄道』ヨーロッパ1-4、アメリカ1-2（交友社、1959-1965年）　沢野周一との共編

論文
- 「国鉄における旅客車の動向」
  - 社団法人日本機械学会『日本機械学會誌』1961年11月 No.514　ISSN 0021-4728　p1546~p1555、『回想の旅客車』下 p86~p95。

翻訳
- モンティース エー・シー「青年技術者の啓発について」
  - 社団法人日本機械学会『日本機械学會誌』1948年8月 No.359　ISSN 0021-4728　p328~p332